# Oxydesmus laevis
Oxydesmus laevis är en mångfotingart som beskrevs av Cook 1896. Oxydesmus laevis ingår i släktet Oxydesmus och familjen Oxydesmidae. Inga underarter finns listade i Catalogue of Life.